# El ladrón de sueños
El ladrón de sueños es el octavo álbum de estudio de la banda española de heavy metal Avalanch y fue lanzado al mercado, en formato de disco compacto, en 2010, por Xana Records y Santo Grial Producciones.

## Grabación y publicación
Esta producción discográfica fue grabada entre finales de 2009 y principios de 2010 en Búnker Studios, localizados en la ciudad de Oviedo, Principado de Asturias, España.  Fue producido por Alberto Rionda, guitarrista y líder de la agrupación.  El lanzamiento de este disco se realizó el 26 de abril de 2010.

## Versión corta
Antes de publicar la versión completa de El ladrón de sueños, Xana Records decidió lanzar una edición corta de dicha producción.  Este disco promocional numeraba cuatro de las once canciones que serían incluidas en el álbum final.

## Lista de canciones
Todos los temas fueron escritos por Alberto Rionda.

| Versión original |                                                |          |  |
| N.º              | Título                                         | Duración |  |
| 1.               | «¿Dónde estoy?»                                | 6:01     |  |
| 2.               | «El ladrón de sueños»                          | 6:40     |  |
| 3.               | «Mil motivos»                                  | 3:49     |  |
| 4.               | «El hombre solo»                               | 6:52     |  |
| 5.               | «Aléjate de mí»                                | 5:35     |  |
| 6.               | «Nunca es tarde»                               | 4:15     |  |
| 7.               | «Cuatro canciones»                             | 4:49     |  |
| 8.               | «Sin rumbo»                                    | 6:17     |  |
| 9.               | «Torres en el cielo»                           | 6:43     |  |
| 10.              | «Where the River Flows» («Donde el río fluye») | 4:47     |  |
| 11.              | «Melodía incompleta» (instrumental)            | 5:01     |  |
| 60:49            |                                                |          |  |

| Disco de promoción |                       |          |  |
| N.º                | Título                | Duración |  |
| 1.                 | «¿Dónde estoy?»       | 6:01     |  |
| 2.                 | «El ladrón de sueños» | 6:40     |  |
| 3.                 | «Mil motivos»         | 3:49     |  |
| 4.                 | «Nunca es tarde»      | 6:52     |  |
| 23:22              |                       |          |  |

## Créditos
- Ramón Lage — voz.
- Alberto Rionda — guitarra, bajo, teclado y batería programada